# Вимп
Вимп (от англ. WIMP, Weakly Interacting Massive Particle) — гипотетическая слабовзаимодействующая массивная частица. Хотя устоявшегося термина для этого понятия в русскоязычной литературе нет, слово «вимп» широко используется в разговорной речи специалистов. Вимпы являются кандидатами на роль основного компонента холодной тёмной материи, которая даёт около четверти вклада в общую плотность Вселенной (наблюдаемая барионная плотность в 6 раз меньше). Предполагается, что из четырёх фундаментальных взаимодействий вимпы участвуют только в слабом и гравитационном. Поэтому реликтовые (родившиеся вскоре после Большого Взрыва) вимпы очень трудно обнаружить экспериментально. Масса вимпов должна быть как минимум в несколько десятков раз больше массы протона. Среди возможных кандидатов на роль вимпов чаще всего рассматриваются легчайшие суперсимметричные частицы (нейтралино), которые в большинстве теорий суперсимметрии являются стабильными.
Термин WIMP был предложен в 1986 году американским космологом Майклом Тёрнером (англ. Michael S. Turner), который является также автором термина «тёмная материя». Этот акроним связан с значением английского слова wimp — «зануда, слабак».

## Экспериментальные попытки обнаружения

### Прямое детектирование
Предполагается, что вимпы составляют сферическое гало в нашей Галактике; они должны двигаться хаотически, с максвелловским распределением по скоростям (средняя скорость в районе Солнца — около 300 км/с). Если сечение рассеяния вимпов на атомном ядре не слишком мало, возможно их прямое детектирование с помощью ядерных детекторов, хорошо защищённых от внешнего фона (в частности, необходимо размещение детектора глубоко под землёй, чтобы защититься от космического излучения). Вследствие орбитального и суточного движения детектора вместе с Землёй темп счёта детектора будет испытывать годичные и суточные вариации; благодаря этому полезный сигнал можно отделить от фона. Максимальный темп счёта ожидается, когда проекция орбитальной скорости Земли на скорость движения Солнца относительно центра Галактики (и газа вимпов) максимальна.
Коллаборация DAMA утверждает, что в многолетнем эксперименте с детектором, состоящим из сцинтилляторов NaI(Tl) и расположенном в подземной лаборатории Гран-Сассо (Италия), наблюдались годичные вариации скорости счёта, согласующиеся по фазе с ожидаемыми вариациями. Из результатов этого эксперимента следует, что вимпы должны иметь массу от 30 до 100 ГэВ/с2 и сечение упругого рассеяния на ядрах (2-15)⋅10−6 пбн. Другие коллаборации по поиску частиц тёмной материи не подтверждают существования подобных частиц — имеется противоречие, которое должны разрешить будущие исследования (2013 год).
В декабре 2009 года коллаборация CDMS-2 (англ. Cryogenic Dark Matter Search) опубликовала работу, в которой сообщается о регистрации двух событий в сигнальной области, что можно интерпретировать как свидетельство детектирования вимпов с вероятностью 77 %, основываясь на оценках ожидаемых сигналов от фона. Вероятность того, что эти события объясняются фоновым шумом, — 23 %.
В феврале 2010 года небольшой эксперимент CoGeNT сообщил о регистрации нескольких сотен событий за 56 дней, что интерпретируется как возможный сигнал от вимпов с массой 7-11 ГэВ/с2 (пока учёные осторожны в своих выводах: по их словам, полученные результаты необходимо проверить).
Детектор CoGeNT (англ. Coherent Germanium Neutrino Technology) представляет собой кремний-германиевый полупроводниковый диск размером с хоккейную шайбу и располагается в бывшей шахте по добыче железной руды в штате Миннесота на глубине около 600 метров (англ. Soudan Underground Mine State Park, в той же самой, что и детектор CDMS).
В июне 2011 года были опубликованы результаты эксперимента CoGeNT, интерпретируемые как подтверждение сезонных вариаций сигнала, аналогичных предсказанным теоретически и зарегистрированным ранее в итальянском эксперименте DAMA.
В сентябре 2011 были опубликованы результаты второй фазы эксперимента CRESST, использующего криогенные детекторы, состоящие из монокристаллов вольфрамата кальция. С накопленной экспозицией 730 кг·дней авторы обнаружили 67 событий, совпадающих с экспериментальной сигнатурой ядер отдачи. Это число превышает оцененный ожидаемый фон от внешних нейтронов, гамма-квантов и т. д. Если интерпретировать сигнал как проявление соударений вимпов с ядрами, то его могут описывать две возможные области в пространстве параметров: одна из них концентрируется вокруг значений массы вимпа M = 11,6 ГэВ/с2 и сечения упругого рассеяния на ядре σ = 3,7⋅10−5 пбн, вторая — вокруг значений M = 25,3 ГэВ/с2 и σ = 1,6⋅10−6 пбн.
В апреле 2013 года коллаборация CDMS, уточнив полученные ранее данные второй фазы своего эксперимента с использованием кремниевых полупроводниковых детекторов, объявила о регистрации частиц тёмной материи с уровнем достоверности, равным трём стандартным отклонениям, или с вероятностью 99,81 %. При ожидаемом уровне шумов 0,7 события, удалось зарегистрировать три события с энергиями ядер отдачи около 10 кэВ. Оценочная масса зарегистрированных вимпов M = 8,6 ГэВ/с2. При этом, как отмечают сами авторы, остаётся противоречие с данными более чувствительного эксперимента XENON, не обнаружившего указаний на существование вимпов с такими массой и сечением рассеяния на ядрах, а два других эксперимента, видящих указание на наличие вимпов (DAMA и CDMS), наблюдают сигнал в других областях пространства параметров, не совместимых ни друг с другом, ни с данными CDMS. Поэтому окончательного ответа, зарегистрированы ли вимпы экспериментально, пока нет.
В октябре 2013 года были опубликованы результаты наиболее чувствительного на тот момент эксперимента LUX, проводившегося в Южной Дакоте. Поиск вёлся в широком диапазоне возможных масс вимпов с пиком в чувствительности для массы равной 33 ГэВ/с2. За 85 дней исследователи не обнаружили ни одного сигнала из 1600 ожидавшихся, таким образом, установив наиболее жёсткие ограничения на возможные параметры вимпов. Этот результат совпадал с менее точным экспериментом XENON, однако противоречил результатам, полученным группами CoGENT и CDMS.

### Непрямое детектирование
Существуют также предложения, относящиеся к непрямому детектированию вимпов. Большинство вимпов пролетают сквозь Солнце, не взаимодействуя с его веществом, и, следовательно, они не могут быть гравитационно захвачены. Однако, если вимп рассеивается на одном из ядер внутри Солнца, он может уменьшить скорость и остаться в гравитационном поле Солнца. Постепенно накапливаясь в гравитационной потенциальной яме, вимпы создают вблизи её центра концентрацию, достаточную, чтобы начать аннигилировать друг с другом. Среди продуктов такой аннигиляции могут быть высокоэнергичные нейтрино, беспрепятственно покидающие центр Солнца. Они могут быть зарегистрированы наземным детектором (например, Супер-Камиоканде). Возможно также непрямое детектирование гравитационно захваченных вимпов, аннигилирующих в центре Земли или в ядре Галактики. Большинство этих предложений пока не были реализованы.
В октябре 2010 года Дэн Хупер из Национальной лаборатории имени Ферми и Лиза Гуденоуг из университета Нью-Йорка заявили, что им удалось идентифицировать аннигиляцию вимпов и их античастиц в одной из галактик. Ими были проанализированы данные о гамма-излучении, зарегистрированные орбитальным гамма-телескопом «Ферми», и сделан вывод, что ни один из других видов источников не может объяснить наблюдаемые факты. Согласно приведённой в работе оценке масса вимпов должна находиться в интервале 7,3—9,2 ГэВ/с2.